# Chiesa di San Pantaleo (Roma)
La chiesa di San Pantaleo è una chiesa di Roma, nel rione Parione, che si affaccia sulla piazza omonima, lungo corso Vittorio Emanuele II.

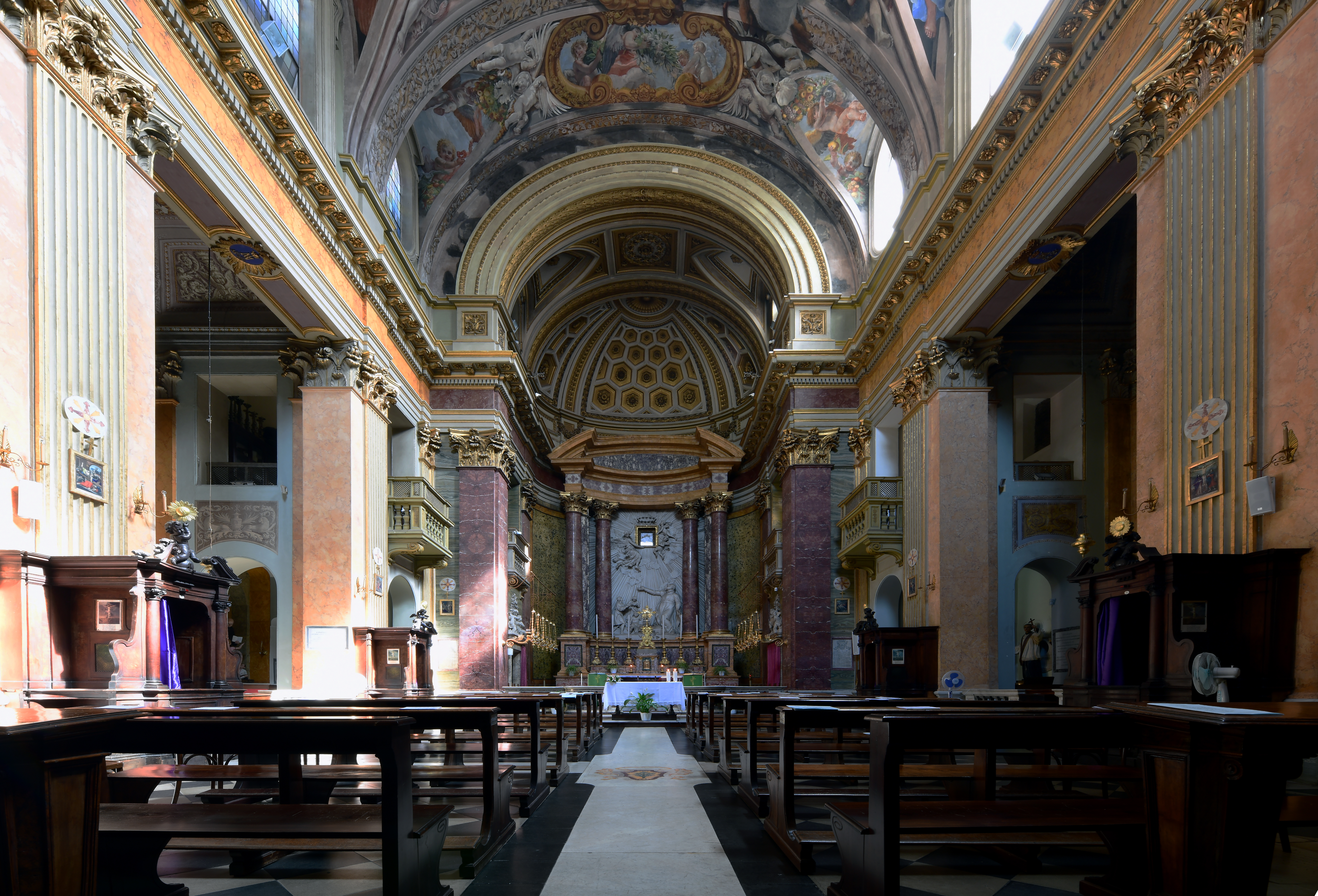
Interno

## Storia
Questa chiesa è annoverata fra le filiali di San Lorenzo in Damaso in una bolla di papa Urbano III del 1186 sotto il nome di Sancti Pantaleonis de Pretecarolis. Il significato del nome è incerto: per alcuni questa denominazione proviene da una famiglia chiamata dei Preta, provenienti dalla frazione di Preta di Amatrice dove esiste "Fonte Pantalea", a cui appartenne un messer Carlo, che vi fu sepolto; per l'Armellini deriva da un prete di nome Carlo che dovette legare per qualche motivo sconosciuto il suo nome alla chiesa stessa; secondo il Rendina il nome proviene dal fatto che "nelle vicinanze vi era una delle pietre sulle quali si svolgeva il mercato delle derrate ed in particolare del pesce e Carolus doveva essere il mercante che l'aveva in appalto" (op. cit.).
Di certo la chiesa era già esistente nel XII secolo, consacrata da papa Onorio III nel 1216, e dedicata a San Pantaleone di Nicomedia, martire sotto Diocleziano nel 305 e patrono dei medici. La chiesa fu più volte restaurata. Nel 1621 la chiesa e il convento annesso furono affidati a san Giuseppe Calasanzio, che ne fece la curia generalizia dell'ordine da lui fondato, gli Scolopi, che possiedono l'intero complesso. La chiesa fu ricostruita tra il 1681 e il 1689 su disegno di Giovanni Antonio De Rossi, mentre la facciata, in chiaro stile neoclassico, risale agli inizi del XIX secolo ed è opera del Valadier. L'alto Fregio, opera di Pietro Aureli, divide orizzontalmente la facciata.

## Descrizione

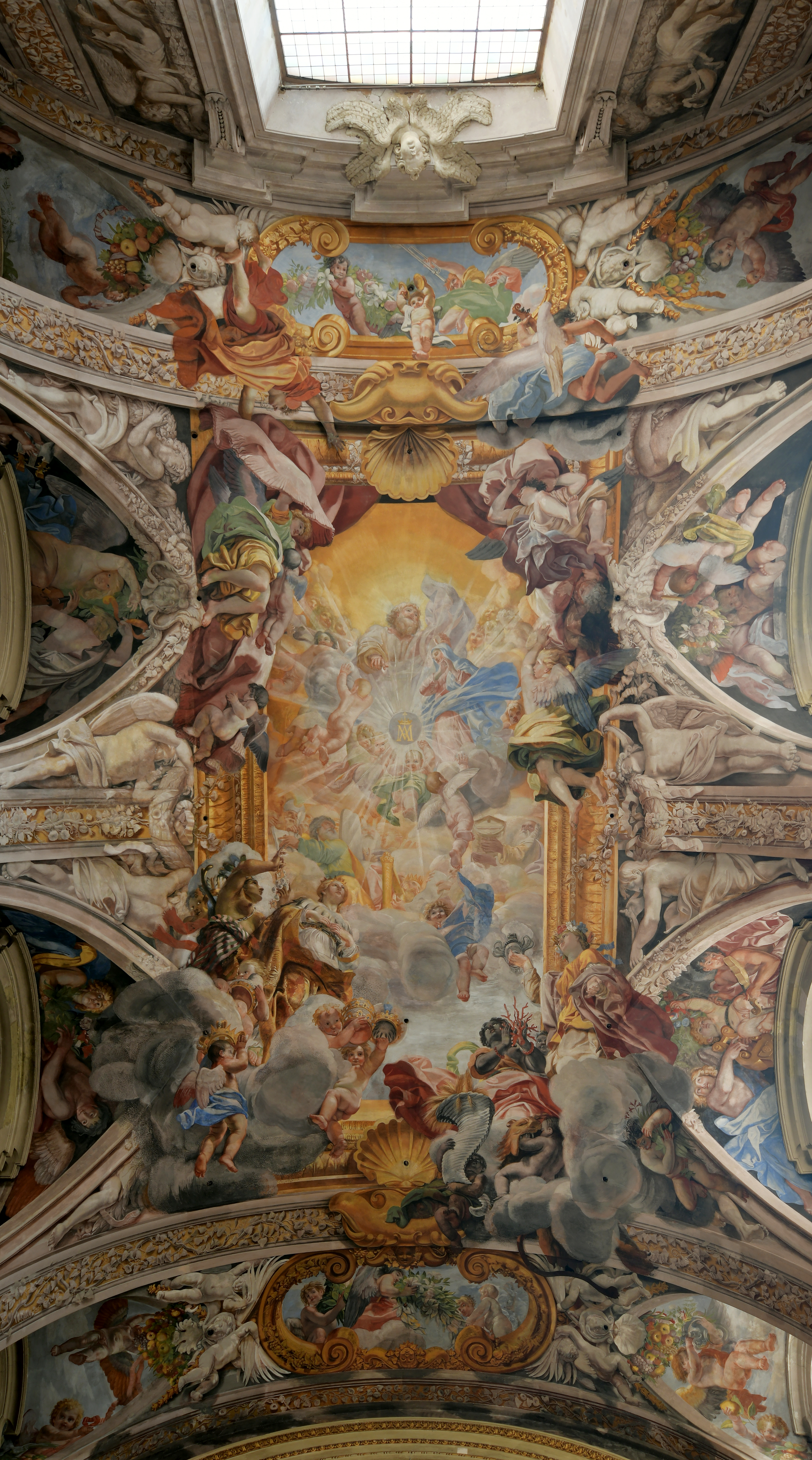
La volta

L'interno della chiesa si presenta a navata unica, con volta a botte, due cappelle per lato ed un'abside profonda.
Tra le opere, sono da ricordare:
- nella volta il Trionfo del nome di Maria, affresco di Filippo Gherardi detto il Lucchesino. Nella volta è possibile identificare i quattro continenti noti all'epoca del dipinto. Ponendosi in corrispondenza dell'ingresso si notano: l'Europa, donna coronata più vicina al cospetto di Dio, con ai suoi piedi alcuni putti che porgono corone, tra cui quella del Pontefice. Alla sua sinistra (ovest) ed in basso le due Americhe, nella sembianza di un'Amazzone con faretra e dardi. Alla sua destra (est) l'Asia, donna coronata di fiori, che porge un calice con spezie orientali. In basso (sud) l'Africa, donna di colore con in mano un corallo ed ai suoi piedi un putto con cornucopia piena di grano.
- nella seconda cappella a destra, Morte di san Giuseppe attribuita a Sebastiano Ricci (1690);
- sotto l'altare maggiore, entro una preziosissima urna di porfido, è custodito il corpo di san Giuseppe Calasanzio;
- nell'attiguo convento vi sono le camere abitate dal Calasanzio, ove si conservano oggetti a lui appartenenti e numerose reliquie;
- nel passaggio che porta alla sagrestia, i Santi Giusto e Pastore del Pomarancio e la pietra tombale di Laudomia, figlia di Giovanni Bracalone de Carlonibus (1577), uno dei tredici partecipanti alla disfida di Barletta.